# Pap Madison Cabin
La Pap Madison Cabin est une cabane située à Rapid City, dans le Dakota du Sud, aux États-Unis. Inscrite au Registre national des lieux historiques du 19 février 2008 au 12 décembre 2017, elle est inscrite au South Dakota State Register of Historic Places depuis ce même mois de décembre 2017.